# Лиъм Хаулет
Лиам Пол Перис Хаулет (на английски: Liam Paul Paris Howlett) е основател, идеолог и настоящ член на британската група „Продиджи“.

## Ранни години
Роден е като Лиам Парис Пол Хаулет в Брейнтрий, графство Есекс, Великобритания.
Още от ранна детска възраст взима уроци по пиано. На 14-годишна възраст миксира различни песни, записани от радиото, като използва касетофона си. Отначало е повлиян от хип-хоп културата, като се научава да танцува брейк.
Първата група, в която Лиам се изявява като DJ, се нарича Cut 2 Kill. След като участие на групата приключва с безредици, Хаулет я напуска и започва да пише авторска музика. Постепенно се насочва към рейв музиката и посещава първото си рейв събитие през 1989 г.

## С „Продиджи“
По време на уикендите Лиам посещава всички актуални рейв събирания, а на сутрините след това на плажа пуска компилация от последните рейв парчета от микробуса си, докато заедно с останалите клъбъри са на плажа. Там се запознава с Кийт Флинт, който го моли да направи няколко микса за него. Една вечер Флин, заедно с Лирой Торнхил решават да пуснат и втората страна на касетка с миксове, озаглавена „Продиджи“ и откриват авторските парчета на Лиам. Песните ги грабват, след което двамата му предлагат да ги изпълни на сцена, докато танцуват пред публиката. Хаулет се съгласява и началото на „Продиджи“ е поставено.
Самото име е референция към синтезатора „Moog Prodigy“, използван при композицията на парчетата. През 1991 г., след като Ник Холкс, шефът на водещия рейв лейбъл XL Recordings, се запознава с няколко демо парчета, изсвирени лично от Лиам, „Продиджи“ стават част от компанията му и издават първия си сингъл „What Evil Lurks“.
„Продиджи“ издават 6 албума, носители са на награди „Брит“ и MTV и достигат световна популярност, която кулминира през 1997 г. с издаването на третия „The Fat Of the Land“. През 2004 г. след 7-годишна пауза излиза 4-тият албум „Always Outnumbered, Never Outgunned“, който е композиран и продуциран изцяло от Лиам Хаулет, без участието на другите членове на групата. Под името „Продиджи“ Хаулет продуцира и няколко ремикса за артисти като Front 242, Method Man, Plan B и др.

## Извън „Продиджи“
През 1998 г. Лиам получава възможност да сглоби музикален микс с любимите си парчета за шоуто на Мери Ан Хобс по Би Би Си. Впоследствие Хаулет решава да издаде микса през февруари 1999 г., но заради проблеми с авторските права версията му леко се различава от тази в шоуто. Това е първата продукция, записана в ново му студио „The Dirtchamber“, заради което албумът носи името Prodigy present The Dirtchamber Sessions Volume One.
В края на януари 2006 г. Лиам участва в подобна инициатива – колекция от любимите му парчета за сериите Back to Mine. Компилацията съдържа и новата песен Wake the Fuck Up на „Продиджи“, която често е изпълнявана по онова време във въвеждащата част на живите изпълнения на групата.
През 2010 г. Хаулет съпродуцира песента „Immunize“ от 3-тия албум на австралийската група „Пендулум“.

## Личен живот
Лиам е запален по сноуборда, бързите коли и филмите на ужасите.
През 1997 г. е на 2-ро място в класация за най-важните хора на света на списание Select. През 2000 г. е на 23-то място в класацията за млади милионери във Великобритания на списание Guardian Unlimited.
На 6 юни 2002 г. се жени за бившата вокалистка от групата „Ол Сейнтс“ Натали Апълтън. Имат син Ейс Били Хаулет, роден на 2 март 2004 г.